# Melanephia vola
Melanephia vola är en fjärilsart som beskrevs av Pierre E.L. Viette 1971. Melanephia vola ingår i släktet Melanephia och familjen nattflyn. Inga underarter finns listade i Catalogue of Life.